# Oficina de Asuntos Indígenas
La Oficina de Asuntos Indígenas (en inglés Bureau of Indian Affairs, abreviada BIA) es una agencia gubernamental de los Estados Unidos, que administra aproximadamente 225 000 km² (55 700 000 acres) de tierra en fideicomiso con los pueblos nativos de los Estados Unidos, las tribus indias reconocidas y los pueblos nativos de Alaska.

## Historia
Previo a la creación del Bureau, el recién formado gobierno estadounidense formó el Comité de Asuntos Indios (Committee on Indian Affairs) a través del Congreso continental en 1775, bajo la dirección de Benjamin Franklin.
La oficina fue creada por el entonces Secretario de Guerra de los Estados Unidos, John C. Calhoun, el 11 de marzo de 1824 para supervisar y llevar a cabo el comercio entre el gobierno federal y las tribus, además de supervisar las relaciones con estas últimas.
Posteriormente, la agencia fue adscrita al Departamento de Guerra con la finalidad de evitar la extinción de los pueblos nativos en Estados Unidos. [cita requerida] En 1849 fue adscrita de forma definitiva al Departamento del Interior. A través de los años recibió diferentes nombres (Indian office, Indian bureau, Indian department e Indian service) hasta que finalmente fue bautizada Bureau of Indian Affairs, el 17 de septiembre de 1947.
Hay tribus que no dependen de la BIA, sino de los estados en los que residen como los tigua de El Paso, adscritos al estado de Texas, y las tribus de la Confederación Iroquesa, que dependen de Nueva York. [cita requerida]
La agencia se encarga de distribuir raciones, nombrar a los interlocutores y la policía indígena y en general de todos los servicios salvo los médicos. [cita requerida]

## Estructura
La BIA supervisa los asuntos relacionados con 1.9 millones de indígenas repartidos en 574 tribus reconocidas a nivel federal, a través de 4 dependencias.

## Dirigencia
Desde 1824, el puesto de Comisionado de asuntos indígenas (Commissioner of Indian Affairs) ha sido ocupado por 45 funcionarios, de los cuales sólo 6 provinieron de orígenes nativos estadounidenses o de Alaska. De 1981 a 2003, el título fue cambiado a Comisionado adjunto (Deputy Commissioner) y posteriormente se modificó a Director (vigente hasta la fecha). Este último es nombrado por el Asistente Secretario-Asuntos Indígenas (Assistent Secretary-Indian Affairs), que es el enlace directo de la BIA con el Departamento de Interior.
El Director actual de la Bureau of Indian Affairs, Darryl LaCounte, fue designado el 28 de abril de 2019. LaCounte forma parte del pueblo Ojibwa, y era Director interino desde 2018, luego de que su predecesor Bryan Ryce  renunciara tras 6 meses al mando del BIA.

## División
Orgánicamente, la oficina se divide en diez agencias o zonas: [cita requerida]
1. Mineápolis, que comprende a los nativos de Minnesota, Wisconsin, Míchigan y la reserva de Tama (Iowa)
2. Aberdeen, para las dos Dakotas y Nebraska
3. Billings, para Wyoming y Montana. En 1895 fueron adscritos los chippewa de Little Shell (Montana)
4. Muskoge, para las Cinco "Tribus Civilizadas" de Oklahoma (creek, choctaw, chickasaw, cherokee y seminola)
5. Andarko, para el resto de tribus de Oklahoma, a los que se añadieron los nativos de Kansas y los choctaw de Misisipi.
6. Albuquerque, para los nativos de Nuevo México, apache, navajo y pueblo.
7. Phoenix, para los de Arizona, Utah y Nevada, salvo los navajos.
8. Sacramento, para los nativos de California.
9. Portland para los nativos de Washington, Oregón e Idaho
10. Juneau para los nativos y los inuit de Alaska
11. Washington D. C. para los nativos del este del río Misisipi, como los seminola de Florida y los Easter Band Cherokee de Carolina del Norte.